# Jacques Demy
Pour les articles homonymes, voir Demy.
Jacques Demy est un réalisateur, scénariste, dialoguiste, producteur et parolier français né le 5 juin 1931 à Pontchâteau (Loire-Atlantique) et mort le 27 octobre 1990 à Paris 14e.
Proche du mouvement de la Nouvelle Vague, il a réalisé de nombreux films musicaux : Les Parapluies de Cherbourg (1964), Les Demoiselles de Rochefort (1967), Peau d'âne (1970) ou encore Une chambre en ville (1982).
Il a reçu une Palme d'or au Festival de Cannes ainsi que le Prix Louis-Delluc en 1964. Il a également été nommé pour un Golden Globe, quatre Oscars, un Bafta et deux César.

## Biographie

### L'enfance

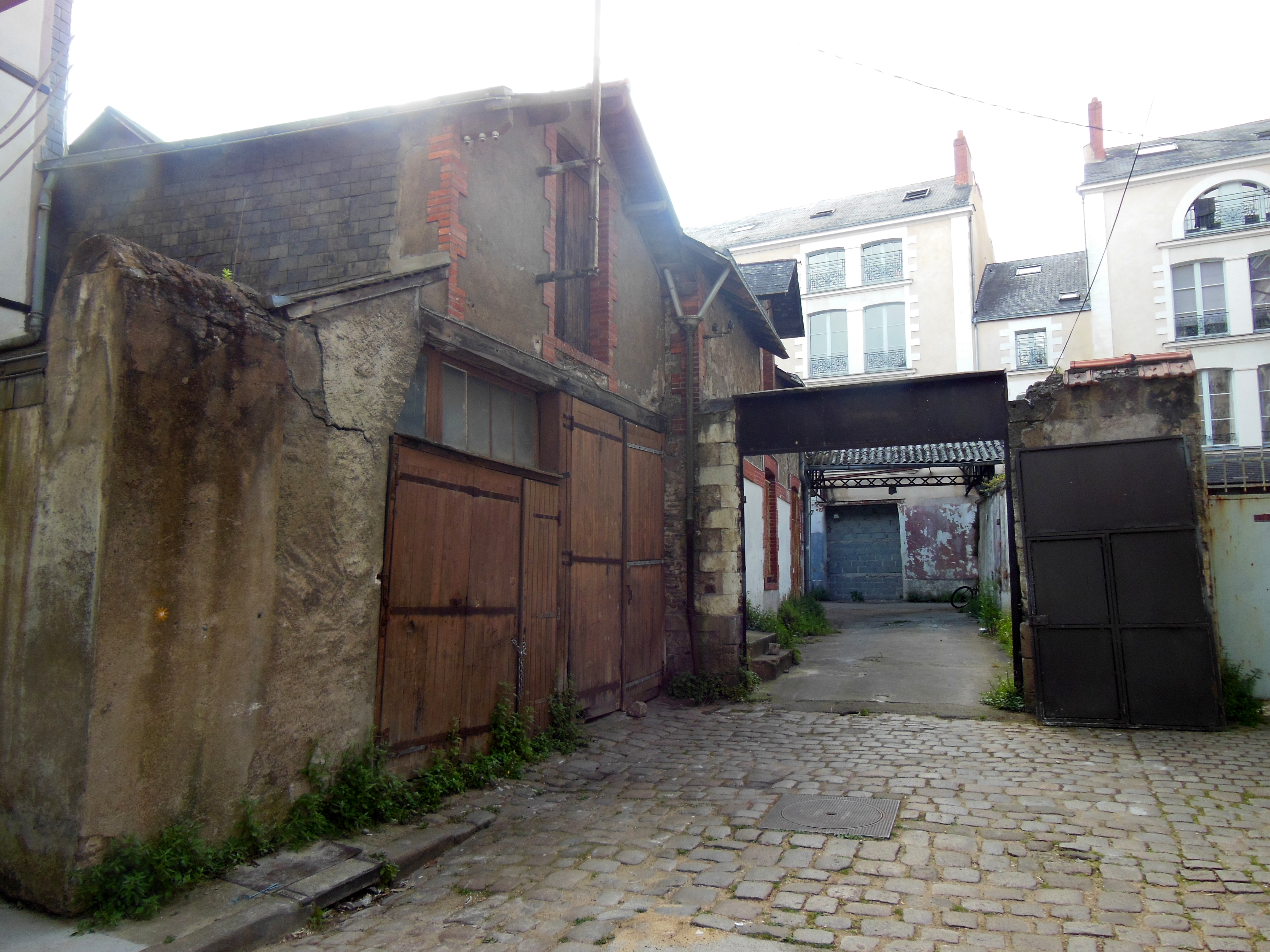
Nantes, 9, allée des Tanneurs, cour de l'ancien garage Raymond Demy.

La famille paternelle de Jacques Demy est originaire de Pontchâteau, lieu de la naissance de Jacques, où sa grand-mère tient un café et où est enterré son grand-père, lui aussi nommé Jacques, mort en 1934. Son père, Raymond Demy, est garagiste à Nantes (à l'enseigne « garage de l'Hôtel de Ville » et le domicile de la famille se trouvait au no 9 du quai des Tanneurs, devenu, après le comblement de l'Erdre, l'allée des Tanneurs, une contre-allée du cours des 50-Otages). Le père de Jacques espérait que son fils aîné reprenne un jour son garage et lui a fait suivre une formation de chaudronnier. Sa mère, Marie-Louise Leduc, est coiffeuse, mais n'exerce plus que rarement ce métier. Pour l'été, ils louent pour quelques semaines une maison au hameau de La Chebuette à Saint-Julien-de-Concelles près de Nantes. Jacques a un frère cadet, Yvon, assez proche par l'âge, et une sœur cadette, Hélène.
Les parents de Jacques Demy sont grands amateurs de spectacles : cinéma (au Katorza, à l'Apollo), opérettes ou opéras (au théâtre Graslin), et leur fils le devient aussi très tôt, fréquentant de plus le théâtre de marionnettes installé en permanence à Nantes à partir de 1932. À partir de 14 ans, à la fin de la Seconde Guerre mondiale, il devient un véritable cinéphile, lisant la revue L'Écran français et fréquentant le ciné-club de Nantes.

### Un praticien précoce des arts du spectacle
Il est aussi très tôt devenu un praticien des arts du spectacle : dès quatre ans avec son propre théâtre de marionnettes, et, à partir de neuf ans, avec un petit projecteur de cinéma. Un peu plus tard, il réalise quelques films d'animation par la technique de la peinture sur pellicule. Il a aussi reçu un enseignement musical (violon) entre 1939 et 1943.
De septembre 1943 à août 1944, en raison des risques liés aux bombardements de Nantes, il est réfugié chez un sabotier de la Pierre Percée, près de Nantes, non loin de la Chebuette. À ce moment ou un peu plus tard, il réalise notamment un film sur une attaque aérienne contre le pont de Mauves. Fin 1944, il achète sa première caméra, et il en aura une plus perfectionnée à la fin de 1946. Il réalise d'abord quelques films avec acteurs, ainsi que des documentaires, en particulier, en 1947, Le Sabot, suite de son séjour à La Chapelle-Basse-Mer et première ébauche de son film Le Sabotier du Val de Loire (1955). Mais surtout, de 1946 à 1948, il se consacre à l'animation de personnages miniatures, réalisant des films de quelques minutes, La Ballerine puis Attaque nocturne. C'est à cette période qu'il rencontre pour la première fois le cinéaste Christian-Jaque, de passage à Nantes, qui l'encourage et pousse son père à accepter la vocation du jeune Demy.

### Études secondaires et Beaux-Arts de Nantes
Il fait des études de type primaire supérieur jusqu'à l'âge de 14 ans et entre le 1er octobre 1945 à l'école Leloup-Bouhier (aujourd'hui lycée Leloup-Bouhier) à Nantes. Lui-même, qui envisageait déjà de devenir cinéaste, aurait préféré faire des études longues au lycée Clemenceau, mais il s'est heurté à un refus de la part de son père, pour les études classiques comme pour le cinéma. Malgré cela, il réussit bien dans toutes les matières, alors qu'il ne s'intéresse qu'aux lettres et au dessin. Il semble avoir obtenu le Brevet d'études industrielles et un CAP de mécanicien garagiste.
Sur son temps libre (le jeudi, le dimanche matin, certains soirs), il suit des cours à l'école des Beaux-Arts de Nantes, ; il y rencontre des gens qui participeront à la suite de sa carrière : Bernard Evein de Saint-Nazaire et Jacqueline Moreau d'Ancenis (future costumière) ou à un moindre degré, André Guérin et Jean Porcher.
Comme le montre bien le film Jacquot de Nantes réalisé par Agnès Varda, le cinéma a été une véritable vocation pour Jacques Demy. Arrivé au terme de ses études secondaires, son père ne s'oppose pas à sa vocation.

### Études supérieures et débuts professionnels
En 1949, Jacques Demy, aidé par Christian-Jaque, part pour Paris suivre les cours de l'ETPC (École technique de photographie et de cinématographie), située 85, rue de Vaugirard. Il retrouve ses condisciples des Beaux-Arts de Nantes, entrés à l'IDHEC ou aux Beaux-Arts de Paris, ainsi qu'un nouveau venu, sorti de l'école d'architecture de Nantes, Bernard Toublanc-Michel. Pour son épreuve de sortie en 1952, il réalise un court-métrage de dix minutes, Les Horizons morts. Il accomplit ensuite son service militaire.
À son retour, il envisage de travailler dans le cinéma d'animation et se met au service de Paul Grimault, avec lequel il réalise des parties de films publicitaires, animant notamment des boîtes de pâtes Lustucru. En même temps, il a plusieurs projets personnels qui n'aboutissent pas : Les Très Riches Heures d'une enfant sage  (sur un scénario personnel) ; Le Faux Nez (sur un scénario de Jean-Paul Sartre). Cependant, il est remarqué par une firme de publicité qui va lui procurer plusieurs mois de travail, en collaboration avec Bernard Evein. C'est aussi l'époque où il se lance dans un roman, qu'il abandonne rapidement, mais qui est la première ébauche du scénario d'Une chambre en ville.
Il se réoriente vers le cinéma documentaire et, en 1953, écrit le scénario du Sabotier du Val de Loire. Il prend contact avec le documentariste Georges Rouquier qui apprécie ce travail et prend Jacques Demy comme assistant pour un documentaire sur Lourdes et pour un autre sur Arthur Honegger, tournés en 1954-1955. Georges Rouquier réussit à mettre sur pied la production du Sabotier avec Pathé-Cinéma ; le film est tourné en octobre 1955, obtenant un grand succès critique en 1956.
Il est ensuite engagé par Jean Masson pour un film d'actualité, Le Mariage de Monaco, une commande de la principauté, sur le mariage de Grace Kelly et de Rainier III de Monaco. À la fin de l'année 1956, il est de nouveau assistant de Georges Rouquier pour le film S.O.S. Noronha.

## Carrière

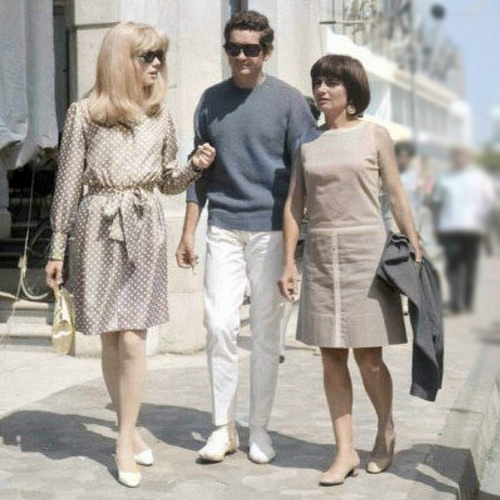
À Venise en 1966, entre Catherine Deneuve et son épouse Agnès Varda.

### Les courts métrages de la fin des années 1950
Le Bel Indifférent (1957)
Assistant du réalisateur Georges Rouquier sur le tournage de SOS Noronha, il fait connaissance de Jean Marais qui lui permettra ensuite d'entrer en contact avec Jean Cocteau ; celui-ci donne à Jacques Demy les droits cinématographiques de sa courte pièce Le Bel Indifférent, créée en 1940. Ce court-métrage est aussi produit par Pathé-Cinéma, compte tenu du succès du Sabotier, bien que les créateurs, Édith Piaf et Paul Meurisse, d'abord envisagés aient dû être remplacés par la comédienne Jeanne Allard et Angelo Bellini, un non professionnel recruté sur son apparence pour un rôle totalement muet.
Le Musée Grévin (1958)
En 1958, Jacques Demy met au point le scénario d'un long-métrage, Un billet pour Johannesbourg (le futur Lola), mais dans l'immédiat doit continuer avec des courts métrages. Il est de nouveau le collaborateur de Jean Masson pour Le Musée Grévin (musique de Jean Françaix), un film dont il ne se montre pas très satisfait par la suite.
La Mère et l'enfant (1959)
C'est une commande du ministère de la Santé sur l'éducation des jeunes enfants de la naissance à l'âge de deux ans. Passés les conseils prodigués aux jeunes mamans, ce film a une tonalité propre à Jacques Demy dans la mesure où est valorisée l'idée de la prise d'autonomie de l'enfant par rapport à sa mère.
Ars (1959)
Un peu plus tard, il a une proposition d'une maison de production catholique, les Productions du Parvis, qui avait financé le film sur Lourdes ; il s'agit cette fois d'un sujet sur la vie du curé d'Ars. Jacques Demy est d'abord réticent, puis accepte après être allé à Ars. C'est avec ce film que commence sa collaboration avec Philippe Dussart, un des dirigeants des Productions du Parvis, qui sera directeur de production de plusieurs de ses films ultérieurs.

### Les films des années 1960
Lola (tourné en 1960)
En 1959, il réussit à intéresser à son scénario de long métrage Georges de Beauregard, le producteur d’À bout de souffle, de Jean-Luc Godard, mais le budget obtenu est assez restreint (38 millions de francs 1959), il est obligé de revoir son projet initial à la baisse : noir et blanc au lieu de couleurs, moins de chorégraphie, moins de décors, il doit même renoncer à Jean-Louis Trintignant, qu'il souhaitait diriger dans le rôle central de Roland Cassard : de fait, il engage Marc Michel, trois jours seulement avant la date du tournage. Ce film, rebaptisé Lola (initialement Un billet pour Johannesburg), est marqué par sa première collaboration avec  Michel Legrand pour la musique.
Les Sept Péchés capitaux (sketch La luxure) (1961)
Après la sortie de Lola, qui n'en fait pas encore un cinéaste de premier plan, Jacques Demy est invité à participer au film à sketches Les Sept Péchés capitaux dans lequel il tourne le sketch La Luxure.

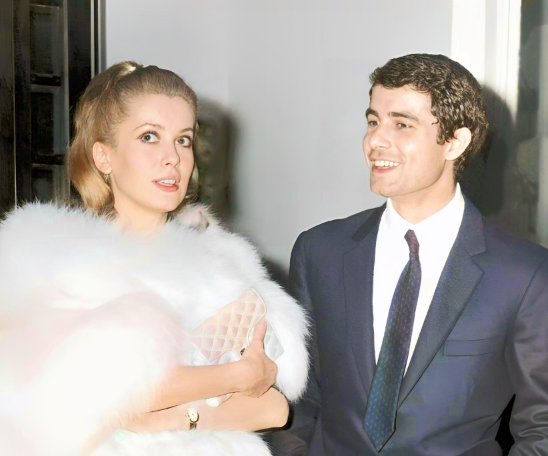
Les Parapluies de Cherbourg avec Catherine Deneuve et Nino Castelnuovo lui permet d'obtenir une notoriété internationale.

En même temps, il met au point le scénario des Parapluies de Cherbourg et travaille déjà sur la musique de ce film avec Michel Legrand. Cette fois, il réussit à intéresser à ce projet la productrice Mag Bodard, qui met pourtant du temps à rassembler les financements nécessaires.
La Baie des Anges (1963)
Au cours d'un passage à Cannes lors du festival, Jacques Demy entrevoit la possibilité d'un film sur le jeu, film qui va être rapidement mis en route et réalisé grâce à l'appui de Jeanne Moreau, sous le titre La Baie des Anges.
Les Parapluies de Cherbourg (1964)
Le budget finalement réuni par Mag Bodard est de 1 300 000 francs, avec une participation de la 20th Century Fox. Le film, tourné dans des conditions satisfaisantes, obtient immédiatement un succès public et critique. Il gagne le prix Louis-Delluc dès janvier 1964, puis la Palme d'or à Cannes. En France le public plébiscite le film avec 1,3 million de spectateurs et le succès du film à l’étranger (notamment au Japon) donne à Jacques Demy et aux autres protagonistes : Mag Bodard, Michel Legrand et Catherine Deneuve, une immense notoriété internationale.
Les Parapluies de Cherbourg est relié à Lola par le personnage de Roland Cassard, qui évoque son ancien amour pour Lola sur une vue du Passage Pommeraye désert, mais aussi par celui de Cécile Desnoyers, venue de Nantes à Cherbourg, à laquelle Geneviève fait allusion en passant.
Les Demoiselles de Rochefort (1967)
Malgré le succès des Parapluies de Cherbourg, le financement des Demoiselles de Rochefort n'a pas été très facile parce que le budget nécessaire est énorme pour l'époque. Une coproduction franco-britannique est d'abord envisagée, mais n'aboutit pas ; en revanche, Mag Bodard parvient à obtenir la participation de Warner-7 Arts, qui permet de doubler le budget (atteignant 6 000 000 de francs 1966) et d'amener dans la distribution les acteurs américains Gene Kelly et George Chakiris.
Après Les Demoiselles de Rochefort, Jacques Demy part aux États-Unis, où il est déjà allé deux fois : en 1965, alors que Les Parapluies de Cherbourg avait été sélectionné pour les Oscars ; il a alors fait la connaissance d'un cadre de Columbia Pictures, Jerry Ayres ; en 1966, lors de l'engagement de Gene Kelly. Cette fois il est invité par le festival du film de San Francisco, mais il va rester plus de deux ans aux États-Unis.
Model Shop (1969)
Jerry Ayres lui donne la possibilité de tourner un film pour Columbia. Très rapidement Jacques Demy élabore son sujet, autour de sa propre fascination pour Los Angeles et le pays en général. Columbia accepte le sujet sous réserve d'une limite budgétaire (1 000 000 $) que le film sera loin d'atteindre (700 000 $). Model Shop reprend le personnage de Lola, mais un certain nombre de difficultés qui apparaissent détourneront par la suite Jacques Demy d'essayer d'établir des liens aussi forts entre ses films. Model Shop n'est pas dans la tonalité des films précédents : Demy examine un bout des États-Unis avec une attention quasi documentaire. Il veut représenter Los Angeles à travers sa vision européenne. À cette époque, Demy et Varda font la rencontre à Los Angeles du menuisier Harrison Ford, pour qui le cinéma n'est alors qu'un second métier, et avec qui le couple se lie d'amitié. Demy envisage notamment sérieusement de lui confier le rôle principal de Model Shop, mais ses producteurs l'en empêchent et engagent à son insu, en profitant d'un de ses retours en Europe, l'acteur plus expérimenté Gary Lockwood (Frank Poole dans 2001, l'Odyssée de l'espace),,.
Sorti à New-York, Model Shop est un échec immédiat ; en France, le film n'est pas doublé, il reste donc limité au circuit Art et essai. Malgré tout, ayant été peu coûteux, le film couvre ses dépenses grâce à la télévision et cet échec n'est pas porté au débit de Jacques Demy qui reçoit la proposition de tourner Walking in the Spring Rain, avec Ingrid Bergman et Anthony Quinn. Mais il préfère rentrer en France pour son projet personnel de Peau d'âne, Mag Bodard lui ayant annoncé que le budget en était prêt.

### Les années 1970
Peau d'âne (1970)
Jacques Demy a élaboré le scénario et les dialogues, et la musique composée par Michel Legrand, au cours de son séjour américain. La production associe Mag Bodard et la Paramount (et sa filiale française Marianne Films). Mais le tournage va être plus difficile que prévu, malgré l'enthousiasme de l'équipe, en raison de l'insuffisance du budget de départ (4 000 000 de francs) obligeant à une très forte limitation du décor et de la figuration. Bernard Evein ayant évalué le coût du décor à 700 000 francs, au lieu de 350 000 envisagés par la production, abandonne le projet. Jacques Demy et Catherine Deneuve mettent leur salaire en participation. Malgré tout, le budget sera dépassé (4 800 000).
Les mouvements pop art et peace and love que Demy découvre aux États-Unis pendant le tournage de son précédent film, influencent celui-ci où l'on retrouve des décors très colorés.
Le Joueur de flûte ou The Pied Piper (1972)
Le Joueur de flûte  (titre original : The Pied Piper) est un film américano-britannique, réalisé par Jacques Demy en 1971, sorti en 1972.
Il s'agit d'une adaptation de la légende germanique Le joueur de flûte de Hamelin, écrite par les frères Grimm.

Jacques Demy en est un des scénaristes avec  Andrew Birkin et Mark Peploe. D'une durée de 86 min il sort en salle aux États-Unis le 17 décembre 1972 et s'inscrit dans la catégorie cinématographique  film musical.
L'Événement le plus important depuis que l'homme a marché sur la Lune (1973)
Le scénario d'Une chambre en ville est au point au début de 1973 et la musique est composée en 1973-74, non pas par Michel Legrand qui n'a pas voulu travailler sur ce sujet, mais par Michel Colombier. En 1976, il semble que la réalisation soit très proche, avec Gaumont (Daniel Toscan du Plantier) et Planfilm comme producteurs, mais surviennent un certain nombre d'obstacles. Tout d'abord, le refus de Catherine Deneuve d'utiliser le play-back, puis le refus des producteurs de confier le premier rôle féminin à Dominique Sanda et pour terminer, les problèmes de Gaumont dus à l'échec de plusieurs films de cette époque.
Jacques Demy reçoit de Rolf Liebermann à l'Opéra de Paris la proposition de mettre en scène l'opéra de Jean-Philippe Rameau Platée, mais c'est lui qui décline finalement, ne voyant pas ce qu'il pourrait apporter à cette œuvre.
En 1975, alors qu'il cherche des producteurs pour Une chambre en ville, Jacques Demy élabore un scénario pour Yves Montand : Dancing (futur Trois places pour le 26) puis en 1976, celui de Constance, quelquefois (futur projet Kobi), deux projets qui n'aboutissent pas dans l'immédiat.
Autre projet avorté : celui de tourner un film en URSS, dans le cadre des coproductions internationales qui ont abouti par exemple au film d'Akira Kurosawa Dersou Ouzala. Le scénario d'Anouchka, écrit par Jacques Demy en 1975 est fondé sur le tournage d'un film musical d'après le roman de Tolstoï Anna Karénine. Le projet, qui était très avancé, est abandonné en 1978.
Lady Oscar (1978)
En fin de compte, c'est du Japon qu'il va obtenir la possibilité de réaliser un nouveau film avec Lady Oscar. Dans la filmographie de Jacques Demy, la présence de ce film japonais, qui n'a pour ainsi dire pas été exploité en France (et en Europe en général), mais qui a été un succès au Japon et en Asie, repose sur le souvenir que le Japon a gardé des Parapluies de Cherbourg. Le sujet est issu de La Rose de Versailles, un manga historique japonais sur la Révolution française. Le film est tourné en France, avec une distribution anglaise, où apparaissent quelques acteurs français dont Georges et Lambert Wilson.

### Les années 1980
Durant cette période, Jacques Demy tourne quelques films publicitaires, notamment en 1981, des spots de promotion de la lecture et, en 1986, une commande du Ministère des Affaires étrangères sur les succès de la recherche française (spots dans lesquels apparaît Mathieu Demy).
La Naissance du jour (1980)
En 1979, Jacques Demy reçoit la proposition de tourner pour la chaine de télévision FR3 une adaptation du livre de Colette. Il refuse d'abord, mais devant l'insistance de notamment la fille de Colette, il finit par accepter.
Une chambre en ville (1982)
La situation d'Une chambre en ville se résout en quelque sorte à la suite de la victoire de François Mitterrand en 1981. Grâce à Dominique Sanda, une des actrices de La Naissance du jour, il est mis en contact avec Christine Gouze-Rénal, qui accepte le projet, en partie, dit-elle, dans l'euphorie de l'après mai 1981.
Le film renoue avec de plus anciens : entièrement chanté comme Les Parapluies de Cherbourg, situé à Nantes, comme Lola (un des personnages de Lola est d'ailleurs évoqué dans le film, par le biais d'une note de réparation de téléviseur) mais présente plusieurs traits originaux : l'intervention explicite du conflit social, puisque l'action se déroule en 1955 pendant les grèves de la construction navale de Nantes et Saint-Nazaire ; l'explicitation de la relation sexuelle ; la radicalisation de la passion amoureuse, qui débouche sur la mort. Cette fois-ci, c'est Michel Colombier qui compose la bande originale du film, Michel Legrand à qui Demy a demandé d'écrire la partition ayant refusé car il pense que le film ne marchera pas. Gérard Depardieu et Catherine Deneuve sont pressentis pour incarner les rôles titres. Cependant, Deneuve, ne voulant pas être doublée pour le chant, refuse le rôle, entraînant la défection de Depardieu par la même occasion.
À sa sortie, Une chambre en ville n’est pas un succès commercial. Cet échec est aggravé par « l'affaire Une chambre en ville » : un certain nombre de critiques de cinéma attribuent, dans la presse, cet insuccès de Jacques Demy à la sortie simultanée de L'As des as, de Gérard Oury et s'attirent une réplique de l'acteur principal de L'As des as, Jean-Paul Belmondo. Jacques Demy, qui n'est pour rien dans cette affaire, exprime simplement ses remerciements aux critiques qui l’ont soutenu.
Parking (1985)
Un scénario écrit dans les années 1970 d'après le mythe d'Orphée trouve un producteur à cette époque, mais avec la condition de pouvoir présenter le film au festival de Cannes suivant, soit quelques mois après seulement (il n'est, finalement, pas terminé à temps). Le résultat est une précipitation qui, ajoutée à une certaine insuffisance budgétaire, fait que le film est largement raté, notamment du point de vue de Jacques Demy lui-même qui l'exclut de sa filmographie. Demy déplore que l'acteur principal Francis Huster ait obtenu du producteur de pouvoir interpréter lui-même les chansons du film, avec un résultat que le réalisateur juge catastrophique. Sur le plan commercial, c'est un échec.
Trois places pour le 26 (1988)
En 1986, Jacques Demy propose à Yves Montand son scénario Kobi, que Montand refuse, mais il intéresse Claude Berri (on est peu de temps après la sortie de Jean de Florette) à un autre projet de Demy, qui va être retravaillé pour se fonder pour une part importante sur la biographie authentique de Montand. Claude Berri accorde à Jacques Demy des conditions de préparation et tournage tout à fait satisfaisantes. Ce film sera pourtant un demi-échec sur le plan commercial.
La Table tournante, collaboration avec Paul Grimault (1988)
Durant les années 1983-84, Jacques Demy assiste Paul Grimault pour la réalisation d'un film de rétrospective de ses dessins animés de court métrage. Il s'agit de présenter ces courts-métrages (ou des extraits) en les liant par une trame dans laquelle Paul Grimault dialogue avec un clown animé. Au cours de cette présentation intervient aussi Anouk Aimée, la voix de la bergère dans La Bergère et le Ramoneur en 1949.
Dans un grand entretien avec Jean-Pierre Pagliano ("CinémAction" no 51, avril 1989), Jacques Demy raconte sa passion précoce pour le cinéma d'animation, son amitié pour Paul Grimault et leur travail sur "La Table tournante". Cet article sera repris en juin 2023 dans la revue culturelle nantaise "303".
Reprise du projet Kobi et Jacquot de Nantes
Le tournage de Trois places pour le 26 est marqué par deux hospitalisations de Jacques Demy, celles-ci vont devenir plus fréquentes. Il reprend le scénario de Kobi, un travail de préparation est lancé, finalement abandonné compte tenu de l'état de santé du cinéaste.
Il consacre dès lors ses loisirs forcés à la rédaction de ses souvenirs d'enfance, qu'il communique au fur et à mesure à son épouse Agnès Varda. En mars 1990, celle-ci décide d'en faire un film, tourné dès le printemps et l'été de 1990 ; après une interruption due à la mort de Jacques Demy, le 27 octobre 1990 à Paris, le film, intitulé Jacquot de Nantes, est achevé début 1991. Agnès Varda rendra hommage à son mari dans deux autres films, Les demoiselles ont eu 25 ans (1993) et L'Univers de Jacques Demy (1995).

## Vie privée
Jacques Demy et Agnès Varda se rencontrent au festival du court métrage de Tours en 1958, et se marient en 1962. Leur fils, Mathieu Demy, naît en 1972, et Jacques Demy adopte la fille d'Agnès Varda, Rosalie Varda, fille biologique d'Antoine Bourseiller, qui deviendra costumière.
Le couple possède une demeure à Paris et une propriété (un ancien moulin) sur l'île de Noirmoutier en Vendée. C'est à Noirmoutier qu'ont été tournés les plans de Jacques Demy sur une plage dans Jacquot de Nantes.
Pendant ses études, il n'avait pas appris de langue étrangère. Il a appris l'anglais durant les années 1960, en suivant des cours et des stages, ainsi qu'en séjournant aux États-Unis. À l'époque du projet Anouchka, qui a duré plusieurs années, il a aussi appris le russe.
Au début des années 1970, il a passé (à l'exemple de Michel Legrand) un brevet de pilotage d'avion de tourisme.
Jacques Demy était bisexuel.

### Mort

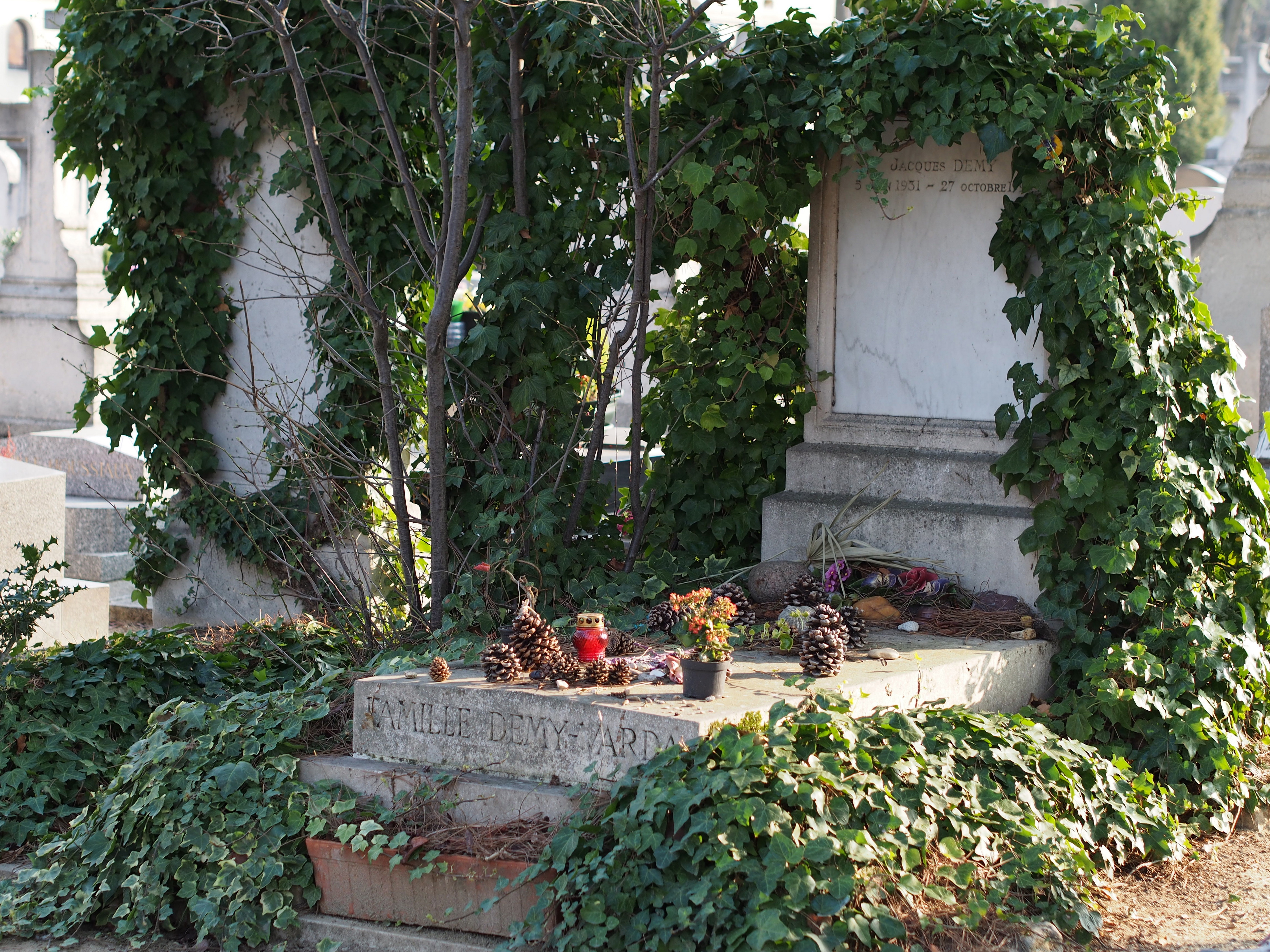
Tombe de Jacques Demy au cimetière du Montparnasse.

Jacques Demy meurt en 1990, officiellement d'un cancer. Ce n'est qu'en 2008, lors de la promotion de son documentaire autobiographique Les Plages d'Agnès, qu'Agnès Varda révèle que la véritable cause de la mort de Demy est le sida,. Jacques Demy n'avait pas souhaité que la véritable cause de son décès fût dévoilée,,. Il est enterré au cimetière du Montparnasse (9e division).

## Le cinéma de Jacques Demy

### Musique de film
Les films de Jacques Demy accordent une place particulière à la musique. Il a souvent fait appel à Michel Legrand pour la composition. Excepté les longs-métrages produits à l'étranger, seule la bande originale d’Une chambre en ville est composée par un autre compositeur : Michel Colombier.
Demy s'attelle lui-même aux textes, allant même, à deux occasions, jusqu'à réaliser des films entièrement chantés : Les Parapluies de Cherbourg et Une chambre en ville. Ces deux films se démarquent de son univers féerique pour explorer le sentimental dans une description sociale méticuleuse. Il est probablement le seul réalisateur en dehors des États-Unis à avoir obtenu un succès international avec un film musical (Les Parapluies de Cherbourg, Palme d'Or au festival de Cannes) ou une comédie musicale (Les Demoiselles de Rochefort).

### Entre imaginaire et réalité
Les contes, les légendes, voire le féerique, sont très présents dans ses films : Peau d'âne d'après Charles Perrault, Le joueur de flûte dans la légende du joueur de flûte de Hamelin, Parking d'après le mythe d'Orphée ; dans Les Demoiselles de Rochefort, il y insère des éléments de la vie quotidienne et ses problèmes pour obtenir des films mêlant rêve et réalité.
Cette frontière entre réalité et conte se retrouve également dans la localisation de ses films. Enfant du bord de mer, Jacques Demy place l'action de nombre de ceux-ci dans une cité portuaire, lieu frontière entre terre et mer, entre réalité et rêve, entre quotidien et évasion, et espace de rencontre entre plusieurs horizons : Lola et Une chambre en ville à Nantes ; Les Parapluies de Cherbourg ; Les Demoiselles de Rochefort ; La Baie des Anges à Nice ; Trois places pour le 26 à Marseille. Dans ce dernier film, il offre à Yves Montand son seul rôle chantant et dansant au cinéma.

### Dans la continuité
Jacques Demy insère des clins d'œil à ses films précédents dans certains longs métrages, comme s'ils formaient ensemble une longue histoire découpée. Par exemple Roland Cassard, diamantaire amoureux de Lola épouse Geneviève dans Les Parapluies de Cherbourg, après avoir fait fortune aux États-Unis. De même, la mère et ancienne danseuse qu'il rencontre à Nantes, avant qu'elle ne parte retrouver sa fille à Cherbourg chez son beau-frère coiffeur, est découpée en morceaux dans Les Demoiselles de Rochefort. En examinant ses films, on s'aperçoit qu'aucune rencontre n'est insignifiante.

### Des thèmes sombres
Sous le couvert de films en apparence colorés et chantants, l’univers de Demy est extrêmement sombre. Ses films ont pour la plupart des conclusions malheureuses, excepté pour Les Demoiselles de Rochefort bien que les deux amoureux principaux n'arrivent, jusqu'à la fin, jamais à se rencontrer. Jacques Demy avait même confié, lors d'une conférence après une projection d'Une chambre en ville à la Cinémathèque française dans les années 1980, qu'il avait envisagé dans un premier scénario que Maxence se fasse écraser par le camion dans lequel Delphine et sa sœur montent à Paris[réf. souhaitée].
La figure du père y est montrée très négativement (La Baie des Anges), ou purement et simplement absente (Lola, Trois places pour le 26). Lorsqu’il revient chercher sa femme et son fils (Lola), c’est pour repartir plus tard (Model Shop). Dans la majeure partie des films, il est décédé et la mère vit seule avec sa fille (Lola, Les Parapluies de Cherbourg, Les Demoiselles de Rochefort, Une chambre en ville où le couple veuve-fille est présent deux fois).
On relève aussi une fascination pour l’aristocratie, même déchue, de la part d’un fils d’ouvrier : les mères veuves sont parfois baronnes (Une chambre en ville, Trois places pour le 26).
Le cinéma de Demy est hanté par l’idée de l’inceste (Peau d’Âne, Parking, Une chambre en ville, Trois places pour le 26) et par la bisexualité (ambigüe dans Lady Oscar, la jeune femme élevée en garçon par son père ; montrée dans Parking, où Orphée, marié, est amoureux d’un homme, où Eurydice porte des vêtements masculins ; évoquée sous forme de comédie : l’homme enceint de L'Événement le plus important depuis que l'homme a marché sur la Lune).
Par ailleurs, Demy a été, à ses débuts, un documentariste sensible et rigoureux s’exprimant dans des courts-métrages en noir et blanc (Le Sabotier du Val-de-Loire, Ars…).

## Héritage

### France
Créateur d'une œuvre marquante pour plusieurs générations de spectateurs, il n’est pourtant guère suivi dans cette voie, hormis quelques hommages, parfois parodiques.
Le film Jeanne et le Garçon formidable de 1998, en reprend les éléments en les adaptant à l'époque.
En 1991, Agnès Varda réalise Jacquot de Nantes, film biographique sur la vie du jeune Jacques Demy, son futur mari avant de réaliser un second film à sa mémoire avec Les Demoiselles de Rochefort ont eu 25 ans qui retrace la genèse et le tournage de la comédie-musicale du réalisateur en

Le cinéaste Christophe Honoré revendique l'héritage de Demy, comme lui, il intègre régulièrement des chansons dans ses films (Les Chansons d'amour 2007, Les Bien-Aimés 2011, Marcello Mio 2024). Lola est son « film fétiche » : 

« On a tous un film fétiche, qui nous appartient, nous accompagne. Le mien, c'est Lola, le premier film de Demy que j'ai vu. Il m'a surpris et touché. La façon dont Demy jouait avec les comédiens et la bande-son, en n'hésitant pas à créer entre eux les décalages, quelle audace ! Pour moi, tout devenait soudain possible. »

En 2018, Christophe Honoré en fait l'un des personnages de sa pièce hommage Les Idoles,.
La réalisatrice Valérie Donzelli s'inspire des films de Jacques Demy notamment dans son thriller romantique L'Amour et les forêts, sorti en 2023.
La réalisatrice Céline Sciamma cite Les Parapluies de Cherbourg comme l'une de ses sources d'inspiration pour son film en costumes : Portrait de la jeune fille en feu sorti en 2020 avec Adèle Haenel et Noémie Merlant.
La réalisatrice Maïwenn s'est de même inspirée de la construction narrative de Peau d'Âne pour écrire son film biographique Jeanne du Barry présenté en ouverture du Festival de Cannes 2023.
En 2024, Florence Platarets réalise le documentaire Jacques Demy : le rose et le noir qui est présenté au Festival de Cannes dans la catégorie « Classic Cannes » avant d'être diffusé dans le monde entier par la chaîne Arte.

### États-Unis
Grand admirateur des Demoiselles de Rochefort et des Parapluies de Cherbourg, Damien Chazelle s'inspire beaucoup du travail du cinéaste français dans ses films. Ainsi, ce dernier n'a pas hésité à rendre hommage à ces deux films dans sa comédie musicale La La Land sortie en 2017. Ainsi la scène d'ouverture reprend le Ballet des forains vu dans Les Demoiselles de Rochefort, tandis que la fin rappelle celle des Parapluies de Cherbourg.,. De même, la réalisatrice Greta Gerwig dit s'être inspirée de la colorimétrie de ces deux mêmes films pour son film  Barbie.
Pour sa comédie musicale Joker : Folie à deux le réalisateur Todd Phillips a confié s'être beaucoup inspiré du cinéma de Demy pour son propre film. Notamment dans une scène ou l’on voit le personnage d'Arthur Fleck marchant sous la pluie entouré de ses gardiens qui portent des parapluies de couleurs.
En 2024, Francis Ford Coppola déclare vouloir réaliser une nouvelle comédie musicale qui s'inspirerait de l'univers cinématographique de Jacques Demy et de sa compagne Agnès Varda.

## Filmographie
La filmographie de Jacques Demy est disponible dans un coffret intitulé Intégrale Jacques Demy, comprenant 12 DVD, un CD audio et un livret de photos. Cependant, malgré son intitulé, ce coffret n'inclut pas les courts-métrages Musée Grévin et La Mère et l'enfant.

### Courts métrages
- 1952 : Les Horizons morts
- 1955 : Le Sabotier du Val de Loire
- 1957 : Le Bel Indifférent
- 1958 : Musée Grévin
- 1958 : La Mère et l'Enfant
- 1959 : Ars

### Longs métrages

#### Réalisateur
- 1961 : Lola
- 1963 : La Baie des Anges
- 1964 : Les Parapluies de Cherbourg
- 1967 : Les Demoiselles de Rochefort
- 1969 : Model Shop
- 1970 : Peau d'âne
- 1972 : Le Joueur de flûte (The Pied Piper ou The Pied Piper of Hamelin)
- 1973 : L'Événement le plus important depuis que l'homme a marché sur la Lune
- 1978 : Lady Oscar
- 1982 : Une chambre en ville
- 1985 : Parking
- 1988 : Trois Places pour le 26

Coréalisations et films collectifs :
- 1961 : Les Sept Péchés capitaux (film collectif, segment La Luxure)
- 1988 : La Table tournante (coréalisé avec Paul Grimault)

#### Assistant réalisateur
- 1955 : Lourdes et ses miracles de Georges Rouquier
- 1956 : SOS Noronha de Georges Rouquier
- 1960 : Le Voyage en ballon d'Albert Lamorisse

### Téléfilm
- 1980 : La Naissance du jour

## Distinctions

### Récompenses
- Étoiles de cristal 1961 : Grand Prix de l'Académie du Cinéma pour Lola
- Festival de Cannes 1964 : Palme d'or pour Les Parapluies de Cherbourg
- Prix Louis-Delluc 1964 pour Les Parapluies de Cherbourg
- Prix Sant Jordi 1983 : meilleur film étranger pour Une chambre en ville
- Prix Méliès 1983 : meilleur film français pour Une chambre en ville
- New York Film Critics Circle Awards 2001 : Prix spécial pour Lola (posthume)

### Nominations
- Prix du film allemand 1961 : meilleur film et meilleure réalisation pour Lola
- British Academy of Film and Television Arts 1963 : meilleur film étranger pour Lola
- Étoiles de cristal 1964 : Grand Prix de l'Académie du Cinéma pour Les Parapluies de Cherbourg
- Golden Globes 1965 : meilleur film étranger pour Les Parapluies de Cherbourg
- French Syndicate of Film Critics 1964 : Prix Critique du meilleur film pour Les Parapluies de Cherbourg
- Oscars du cinéma 1965 : Meilleur film étranger pour Les Parapluies de Cherbourg
- Oscars du cinéma 1966 : Meilleur scénario original, et meilleure chanson originale pour Les Parapluies de Cherbourg
- Prix Max-Ophüls 1967 pour Les Demoiselles de Rochefort
- Oscars du cinéma 1969 : Meilleure adaptation pour un film musical pour Les Demoiselles de Rochefort
- César 1983 : Meilleur réalisateur et meilleur film pour Une chambre en ville
- Globes de cristal 2015 : Meilleure comédie musicale pour Les Parapluies de Cherbourg - (adaptation théâtrale) à titre posthume

## Box-office
| Film                                                                  | Année de sortie | Nb. d'entrées (1re exploitation) | Nb. d'entrées (1re exploitation) | Classement annuel France |
| Film                                                                  | Année de sortie | France                           | Paris                            | Classement annuel France |
| --------------------------------------------------------------------- | --------------- | -------------------------------- | -------------------------------- | ------------------------ |
| Lola                                                                  | 1961            | +0620 147,                       | +0237 047,                       |                          |
| Les Sept Péchés capitaux (« La Luxure »)                              | 1962            | +1 317 760,                      | +0389 033,                       | +038,                    |
| La Baie des Anges                                                     | 1963            | +0542 960,                       | +0187 677,                       |                          |
| Les Parapluies de Cherbourg                                           | 1964            | +1 274 958,                      | +0479 610,                       |                          |
| Les Demoiselles de Rochefort                                          | 1967            | +1 319 432,                      | +0394 522,                       | +020,                    |
| Model Shop                                                            | 1969            | +0048 009,                       | +0031 595,                       |                          |
| Peau d'âne                                                            | 1970            | +2 198 576,                      | +0957 336,                       | +012,                    |
| Le Joueur de flûte                                                    | 1972            | +0075 108,                       | +0038 826,                       |                          |
| L'Événement le plus important depuis que l'homme a marché sur la Lune | 1973            | +0350 348,                       | +0121 924,                       | +075,                    |
| Lady Oscar                                                            | 1979            | +0029 337,                       | +000 0000,                       | +136,                    |
| Une chambre en ville                                                  | 1982            | +0231 624,                       | +0102 872,                       | +108,                    |
| Parking                                                               | 1985            | +0142 035,                       | +0045 400,                       |                          |
| Trois places pour le 26                                               | 1988            | +0295 017,                       | +0113 919,                       | +078,                    |

## Publications
- Jean-Pierre Berthomé, Jacques Demy et les racines du rêve, l’Atalante, 2014 (réédition augmentée)
- Laurent Jullier, L’abécédaire des Parapluies de Cherbourg, Vrin, 2023 (réédition)
- Sabrina Bouarour, It’s so queer ! Les masculinités dans les films de Vincente Minnelli et Jacques Demy, European Connections, Peter Lang, 2023
- Lola, découpage et dialogue intégral, revue L'Avant-scène Cinéma, no 4, 15 mai 1961
- Les Demoiselles de Rochefort, découpage et dialogue intégral, revue L’Avant-scène Cinéma, no 602, avril 2013
- Les Demoiselles de Rochefort, texte du film, Solar, 1967
- Peau d'âne, film de Jacques Demy d'après le conte de Charles Perrault, éditions des Deux Coqs d'or, 1970
- Les Parapluies de Cherbourg, comédie « en chanté », musique de Michel Legrand, coll. « Musique et musiciens », Lattès, 1979

## Hommages, expositions et rétrospectives

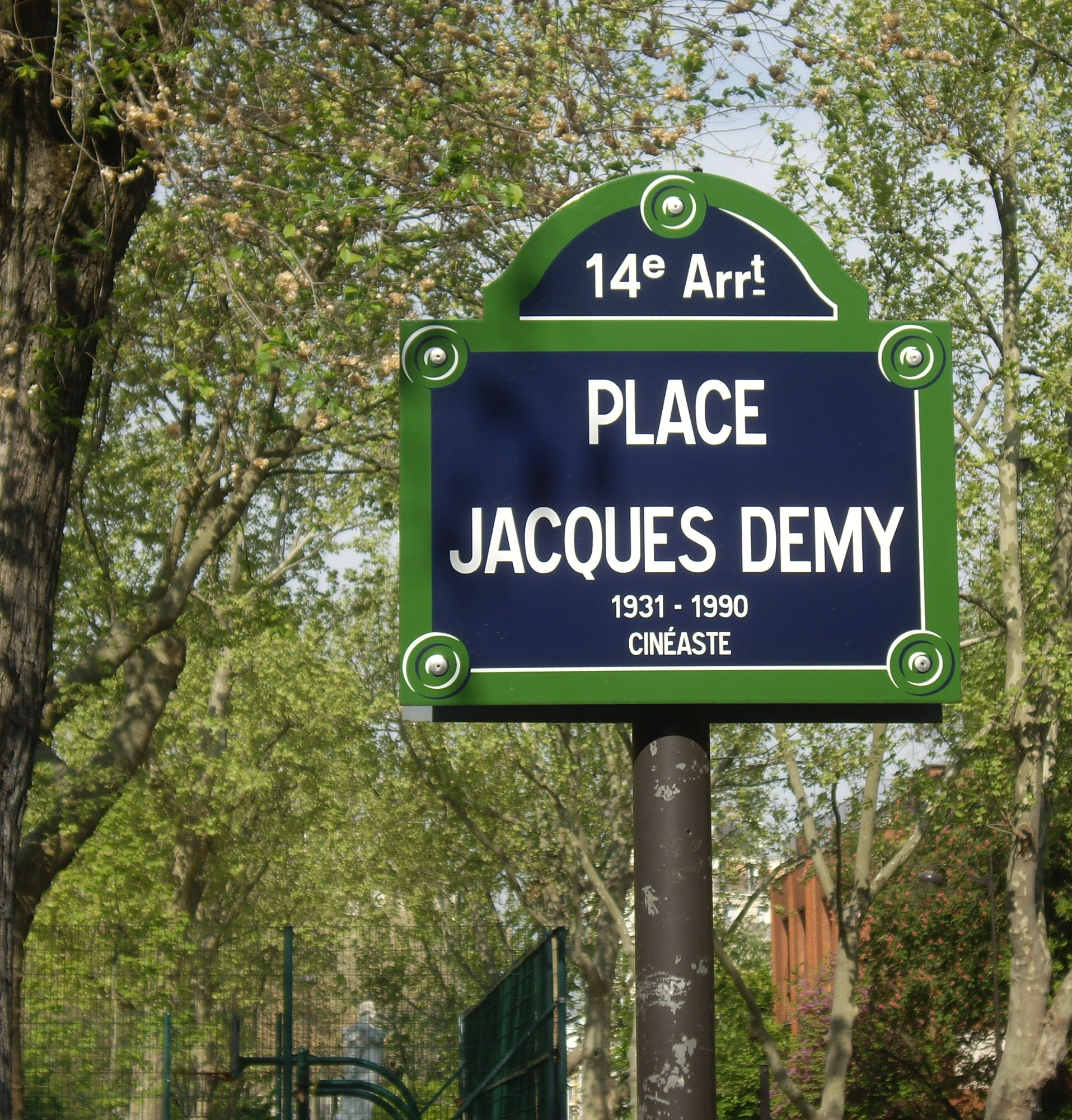
Plaque de la place Jacques-Demy à Paris.

- En 2000, une place Jacques-Demy est inaugurée dans le 14e arrondissement de Paris. Il existe également une place à Cherbourg-en-Cotentin, non loin de la passerelle Michel Legrand inaugurée en septembre 2019, un boulevard à La Chapelle-sur-Erdre, une avenue à Rochefort, des rues à Bouguenais, Couëron, Avignon, Brest, Perpignan, Mauves-sur-Loire, des impasses à Narbonne, Plaisance-du-Touch et La Roche-sur-Yon, une école à Teillé ainsi qu'une allée à Tonnay-Charente.
- La médiathèque Jacques-Demy est le principal établissement du réseau de la Bibliothèque municipale de Nantes. L'exposition « Un Nantais nommé Jacques Demy »[75] y était visible du 24 octobre 2010 au 26 février 2011.
- Circuit Sur les pas de Jacques Demy à Nantes, proposé par Nantes Tourisme[76].
- À La Chapelle-Basse-Mer (Divatte-sur-Loire), le cinéma et l'espace culturel portent son nom.
- À Pontchâteau, sa ville natale, l’espace culturel, comprenant notamment l’école de musique, porte son nom.
- Happy Manif sur les traces de Jacques Demy, 19 février 2011.
- De mai à septembre 2011, la ville de Rochefort commémora en divers lieux de la ville le 45e anniversaire du tournage des Demoiselles de Rochefort en organisant des expositions, des visites commentées de quelques lieux de tournage, une rétrospective des films de Jacques Demy ainsi que des prestations dansées par des troupes ou des volontaires sur des extraits chantés du film. De plus, il était prévu le samedi 17 septembre 2011, à l'occasion des Journées européennes du Patrimoine, et pour clore cette commémoration, une projection du film à 21 h sur la place Colbert, lieu principal du tournage original, mais celle-ci dut être annulée in extremis en raison d'une mauvaise météo[77].
- Du 10 avril au 4 août 2013, la Cinémathèque française organise une rétrospective du cinéaste « Le Monde enchanté de Demy », avec diffusions des classiques en salles dans toute la France[78]. Ces films ayant été tournés à l'origine en argentique, la société Ciné-Tamaris, qui œuvre notamment à la diffusion du travail de Jacques Demy, a remastérisé la filmographie du réalisateur emblématique de la Nouvelle Vague afin qu'elle soit adaptée aux techniques de projections actuelles[79].
- Le jeudi 16 mai 2013, à l'occasion du Festival de Cannes 2013 et en hommage à Jacques Demy, le film Palme d'or 1964 Les Parapluies de Cherbourg (copie restaurée), a été projeté en avant-première.
- En décembre 2024, une fresque a été mise en place sur les murs de l'école élémentaire Boulard de Paris 14e renommée récemment Agnès-Varda, en lisière de la place dédiée à Jacques Demy (Peau d'âne, Les Parapluies de Cherbourg, Les Demoiselles de Rochefort).[réf. nécessaire]
- En 2024, un documentaire lui est consacré : Jacques Demy - Le Rose et le noir